# Karl Exner
Pour les articles homonymes, voir Exner.
Karl Exner (né le 26 mars 1842 à Prague, décédé le 11 décembre 1914 à Vienne) est un mathématicien et physicien autrichien.

## Biographie
Il est le deuxième fils de Franz Serafin Exner et de sa femme Charlotte Dusensy, et frère de Franz-Serafin, Adolf, Siegmund et Marie. Il étudie à Vienne, Zurich et Fribourg les mathématiques et la physique, dont il passe son diplôme en 1865 et devient doctorant en 1870 de l'université de Fribourg. Puis il travaille comme suppléant de 1871 à 1874 à Mödling, Opava et Vienne.